# Elecciones municipales de la República Dominicana de 2024
Las elecciones municipales de la República Dominicana de 2024 se realizaron el 18 de febrero, eligiendo a todos los funcionarios de los gobiernos locales (alcaldes, vicealcaldes, regidores, directores, subdirectores, y vocales en los municipios) en el país. Estas elecciones tuvieron un enfoque importante, ya que se celebraron solo cuatro meses antes de las elecciones generales, en las que se renovaron tanto el poder ejecutivo como el legislativo.
El padrón electoral de 2024 sobrepasó la cifra de 8.1 millones de votantes, de los cuales casi 864 mil estaban registrados para votar en el extranjero, lo que los inhabilitó para votar en las elecciones municipales, ya que el dominicano en el exterior solo podía votar por el presidente y vicepresidente de la República, además del diputado de ultramar de su circunscripción.

## Sistema electoral[10][11]
Los municipios de la República Dominicana están gobernados por ayuntamientos; estas son las instituciones políticas básicas del país. Los ayuntamientos tienen personalidad jurídica independiente y tienen dos órganos de gobierno, el consejo municipal, compuesto por el alcalde y una asamblea plenaria de concejales (el poder legislativo local) y la Oficina del Alcalde, conocida como Alcaldía, dirigida por el alcalde (el ejecutivo local rama). Los municipios a menudo se dividen en distritos municipales, estos se rigen por órganos desconcentrados debajo del municipio conocido como consejo de distrito (Junta Distrital) compuesto por un director de distrito (Director distrital) y una asamblea de concejales de distrito (vocales).
La ciudad de Santo Domingo está encerrada dentro del Distrito Nacional, el sitio del gobierno nacional, y posee un estatus especial (como sucede en las naciones federales) pero en la práctica y con el propósito de la administración local, las reglas que se aplican a los municipios lo hacen en la capital.
El alcalde es elegido directamente por votación popular. El método de elección para los concejales locales está pendiente de decisión por parte de la Junta Central Electoral.
Los funcionarios del Distrito Municipal son elegidos usando el método D'Hondt y la representación proporcional de la lista cerrada, pero esto probablemente podría cambiar cuando la JCE diera un veredicto final sobre las elecciones locales.

## Resultados[9][12]
Según los primeros boletines de la Junta Central Electoral, el Partido Revolucionario Moderno habría alcanzado la victoria en 122 municipios del país, obteniendo cerca del 70% del total nacional. La Fuerza del Pueblo denunció un uso abusivo de los recursos del estado en favor del partido gobernante y el inicio de acciones legales frente a la Junta Central Electoral.